# Strzępiakowate
Strzępiakowate (Inocybaceae Jülich) – rodzina grzybów znajdująca się w rzędzie pieczarkowców (Agaricales).

## Systematyka
Według aktualizowanej klasyfikacji Index Fungorum bazującej na Dictionary of the Fungi do rodziny tej należą rodzaje: 
- Auritella Matheny & Bougher 2006
- Inocybe (Fr.) Fr. 1863 – strzępiak
- Inosperma (Kühner) Matheny & Esteve-Rav. 2019
- Mallocybe (Kuyper) Matheny, Vizzini & Esteve-Rav. 2019
- Nothocybe Matheny & K.P.D. Latha 2019
- Pseudosperma Matheny & Esteve-Rav
- Tubariomyces Esteve-Rav. & Matheny 2010[2]

Polska nazwa na podstawie pracy Władysława Wojewody z 2003 r.